# Trojan-Tauranac Racing
La Trojan-Tauranac Racing è una scuderia automobilistica britannica con sede a Croydon in Inghilterra. Prese il nome dall'omonima casa automobilistica fondata da Leslie Hounsfield nel 1914 e rilevata nel 1959 da Peter Agg, importatore britannico della Lambretta, che ne usò la sede di Croydon per ampliare la sua attività negli anni sessanta. Nel 1962 acquisì i diritti di produzione della microcar Heinkel Kabine, un veicolo simile all'italiana Isetta, rinominandola Trojan 200 e nello stesso anno la società ottenne il controllo della Elva Cars, partner tecnico della McLaren. Questa acquisizione fece sì che la Trojan subentrasse alla Elva nella produzione in serie delle auto da corsa che la McLaren progettava per le scuderie private sue clienti.

## Storia

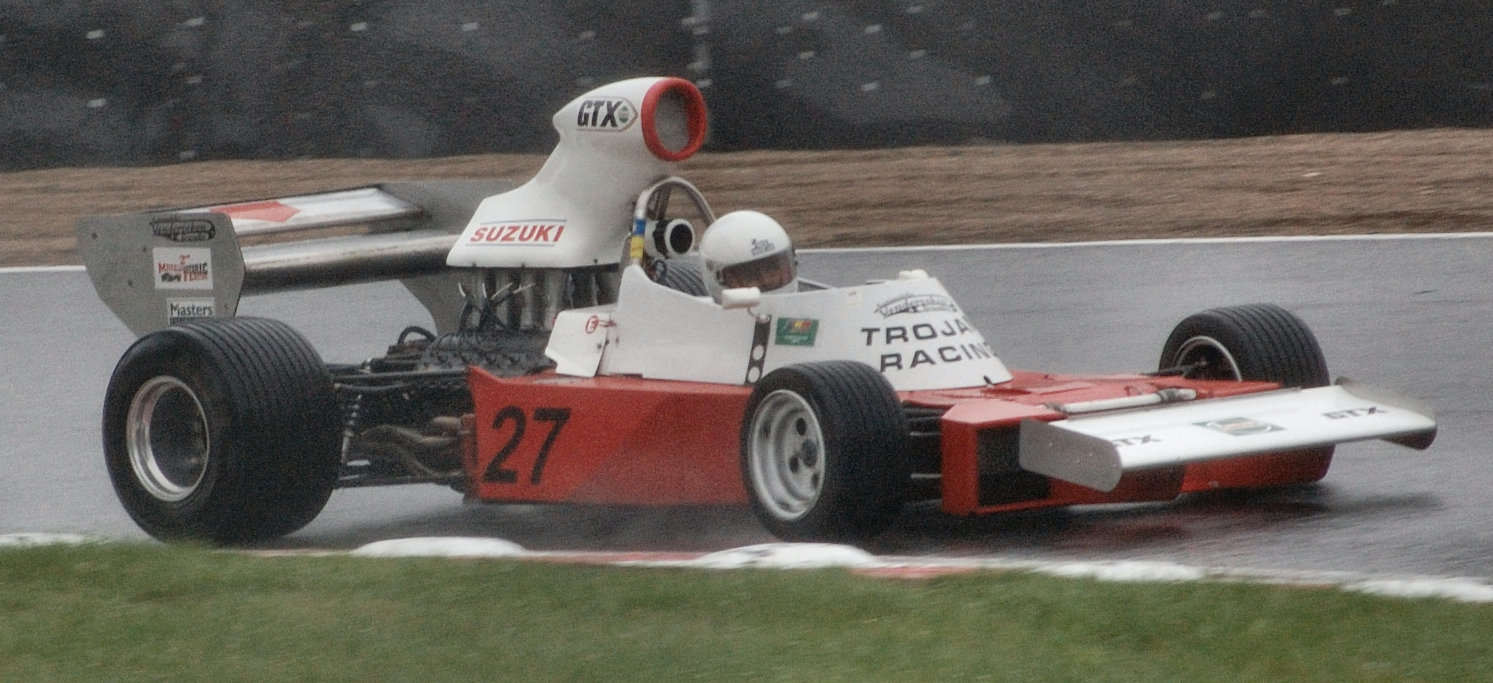
La Trojan T103

L'esperienza acquisita dalla Trojan costruendo le vetture Can-Am (M8C, M8E, M8F, M12) e Formula 5000 (M18, M22) per la McLaren fece sì che l'azienda pensasse di produrre in proprio alcuni progetti derivati da quelli McLaren, ma quando i rapporti tra le due aziende si deteriorarono, la Trojan si ritrovò a dover fare affidamento solo sulle proprie forze e realizzò la T101 per la Formula 5000 (una vettura simile alla McLaren M21 di Formula 2) con cui Jody Scheckter vinse il campionato nordamericano di F5000 nel 1973. Grazie all'aiuto dell'ex-progettista della Brabham Racing Organisation Ron Tauranac fu realizzata la T102 per la F5000 e la sua derivata T103, adattata in economia per poter partecipare alla Formula 1 e spinta dal Ford Cosworth DFV.
L'azienda, col nome di Trojan-Tauranac Racing ha partecipato a 6 Gran Premi nel 1974 con una sola vettura pilotata da Tim Schenken, debuttando nel G.P. di Spagna e ottenendo come miglior risultato un 10º posto in gara (G.P. del Belgio e G.P. d'Austria).

## Risultati in Formula 1
| Anno | Vettura | Motore            | Gomme | Piloti       |  |  |  |    |    |     |  |    |  |     |    |    |     |  |  |  |  |  |  |  |  |  |  |  | Punti | Pos. |
| ---- | ------- | ----------------- | ----- | ------------ |  |  |  | -- | -- | --- |  | -- |  | --- | -- | -- | --- |  |  |  |  |  |  |  |  |  |  |  | ----- | ---- |
| 1974 | T103    | Ford Cosworth DFV | F     | Tim Schenken |  |  |  | 14 | 10 | Rit |  | NQ |  | Rit | NQ | 10 | Rit |  |  |  |  |  |  |  |  |  |  |  | 0     |      |